# Шестаков, Сергей Дмитриевич
Сергей Дмитриевич Шестаков (1820—1858) — преподаватель Московского университета, переводчик.

## Биография
Происходил из духовного звания. Первоначальное образование получил в Тверской гимназии; в 1836 году поступил на историко-филологический факультет Московского университета, по окончании которого с 13 сентября 1840 года стал старшим учителем латинского языка в Калужской гимназии; с 16 июня 1843 года стал преподавать этот же предмет в 3-й Московской гимназии. В 1845 году, после смерти профессора Д. Л. Крюкова стал преподавать латинский язык в Московском университете, а также в Московском дворянском институте; 10 декабря 1846 года был утверждён членом совета этого института. 25 ноября 1848 года защитил в Московском университете диссертацию «De etymologia poetarum comicorum Romanorum quaestiones», и был утверждён в степени магистра римской словесности. После упразднения Московского дворянского института, с 1 сентября 1849 года поступил старшим учителем греческого языка в 4-ю московскую гимназию. Продолжая преподавать в университете, 3 ноября 1850 года был утверждён адъюнктом университета; 9 июня 1851 года избран и утверждён секретарем историко-филологического факультета. В 1853 году Шестаков тяжел заболел (прогрессивная атрофия), преподавал редко, находясь большую часть времени в отпусках. 22 июня 1857 года уволен по болезни в отставку.

## Источник
- Н. Мичатек. Шестаков, Сергей Дмитриевич // Русский биографический словарь : в 25 томах. — СПб., 1911. — Т. 23: Шебанов — Шютц. — С. 241—243.